# Carlos Berjano Fernández-Banciella
Carlos Berjano Fernández-Banciella fue alcalde de Oviedo (España) a mediados del siglo XIX.

## Trayectoria
Abogado de profesión, ejerció como docente en la Facultad de Derecho de la Universidad de Oviedo, siendo catedrático de derecho penal. Ocupó varios cargos políticos, llegando a ser alcalde de Oviedo.
Fueron hijos suyos Gerardo Berjano Escobar, también alcalde de esta ciudad y Daniel Berjano Escobar, registrador de la propiedad.